# Paralacydes
Paralacydes är ett släkte av fjärilar. Paralacydes ingår i familjen björnspinnare.

## Bildgalleri

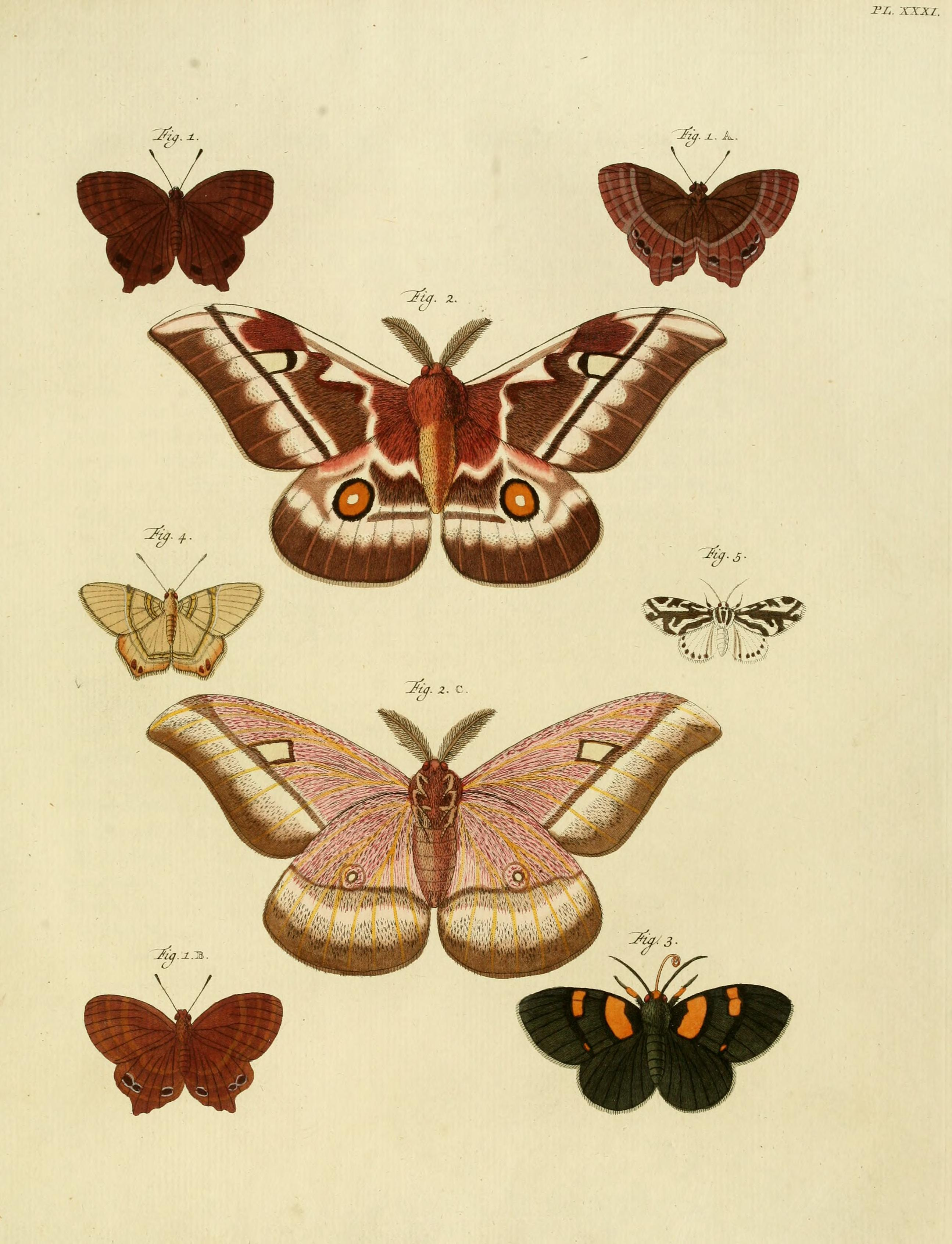

## Dottertaxa tillParalacydes, i alfabetisk ordning[1]
- Paralacydes arborifera
- Paralacydes areoscopa
- Paralacydes arescopa
- Paralacydes atripes
- Paralacydes atropunctata
- Paralacydes avola
- Paralacydes bivittata
- Paralacydes bomfordi
- Paralacydes borneensis
- Paralacydes ceramensis
- Paralacydes chneouri
- Paralacydes conspurcatum
- Paralacydes decemmaculata
- Paralacydes deficiens
- Paralacydes eborina
- Paralacydes extensa
- Paralacydes fiorii
- Paralacydes flava
- Paralacydes flavicosta
- Paralacydes flavigena
- Paralacydes flavizonata
- Paralacydes fumipennis
- Paralacydes furcatulata
- Paralacydes fuscovenata
- Paralacydes gracilis
- Paralacydes impia
- Paralacydes jeskei
- Paralacydes maculifascia
- Paralacydes malayensis
- Paralacydes melana
- Paralacydes minorata
- Paralacydes nigrilinea
- Paralacydes parva
- Paralacydes paucipuncta
- Paralacydes proteus
- Paralacydes punctatostrigata
- Paralacydes punctigera
- Paralacydes punctistrigata
- Paralacydes ramosa
- Paralacydes roseata
- Paralacydes salmonea
- Paralacydes scapulosa
- Paralacydes smithii
- Paralacydes strigulosa
- Paralacydes ugandae
- Paralacydes wallengreni
- Paralacydes wintgensi
- Paralacydes vocula
- Paralacydes ypsilon